# デッド・ドロップ
デッド・ドロップ（英: Dead drop）とは、スパイが情報を交換する技術の一種。

## 概要
スパイ工作が一番露呈しやすいのは、協力者との接触を相手側の組織に見られた場合である。そこで、互いに顔を合わせずに情報を受け渡す方法が求められる。その方法の一つがデッド・ドロップである。ちなみに、接触して情報を渡す事はライブ・ドロップという。
エージェント（協力者）がある場所に置いた情報をスパイ（情報部員）が回収するという方法である。その際、今は使われていない郵便受けを使う事が多い事から、デッド・レター・ボックスとも呼ばれる。基本的には次のようにして行う。

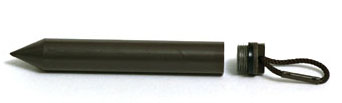
デッド・ドロップ用のスパイク

1. エージェントが物（地図、文書、マイクロフィルムおよび他のアイテム）をある場所（以後「イ」とする。）に置く。その際、別の場所（「ロ」とする）に、置いた事を示す目印をつける。
2. 「ロ」を毎日観察しているスパイが目印を発見、「イ」に向かう。
3. スパイが受け取り、金銭を「イ」に置いていく。
4. エージェントが受け取る。「ロ」の目印を消す。

防諜を行う側の対処法としては、基本的には次のように行う。
1. 怪しい者を逮捕して尋問し、「イ」「ロ」の場所を確認する。
2. 「ロ」に目印を付けて、「イ」を見張る。
3. スパイが受け取った所を逮捕する。

デッド・ドロップ・スパイクと呼ばれるスパイクが1960年代の終わり以来利用されている。このスパイクはジオキャッシングで使うキャッシュのような形をしていて、防水、防カビ機能を持っている。その為、浅い川の中や土の中にも置くことができる。

## 使用例
- CIAのオルドリッチ・エイムズがソ連の工作員に情報を漏らす際に使われた。機密情報をワシントンのある郵便受けを使ってKGBに渡していた。
- 2006年1月23日に、ロシアのFSBは無線の連絡の隠し場所を使用したことで英国を非難した。MI6は岩の中に機械を仕組んだ装置を用意し、エージェントが「岩」にデータを送っていた。